# Matt Carthy

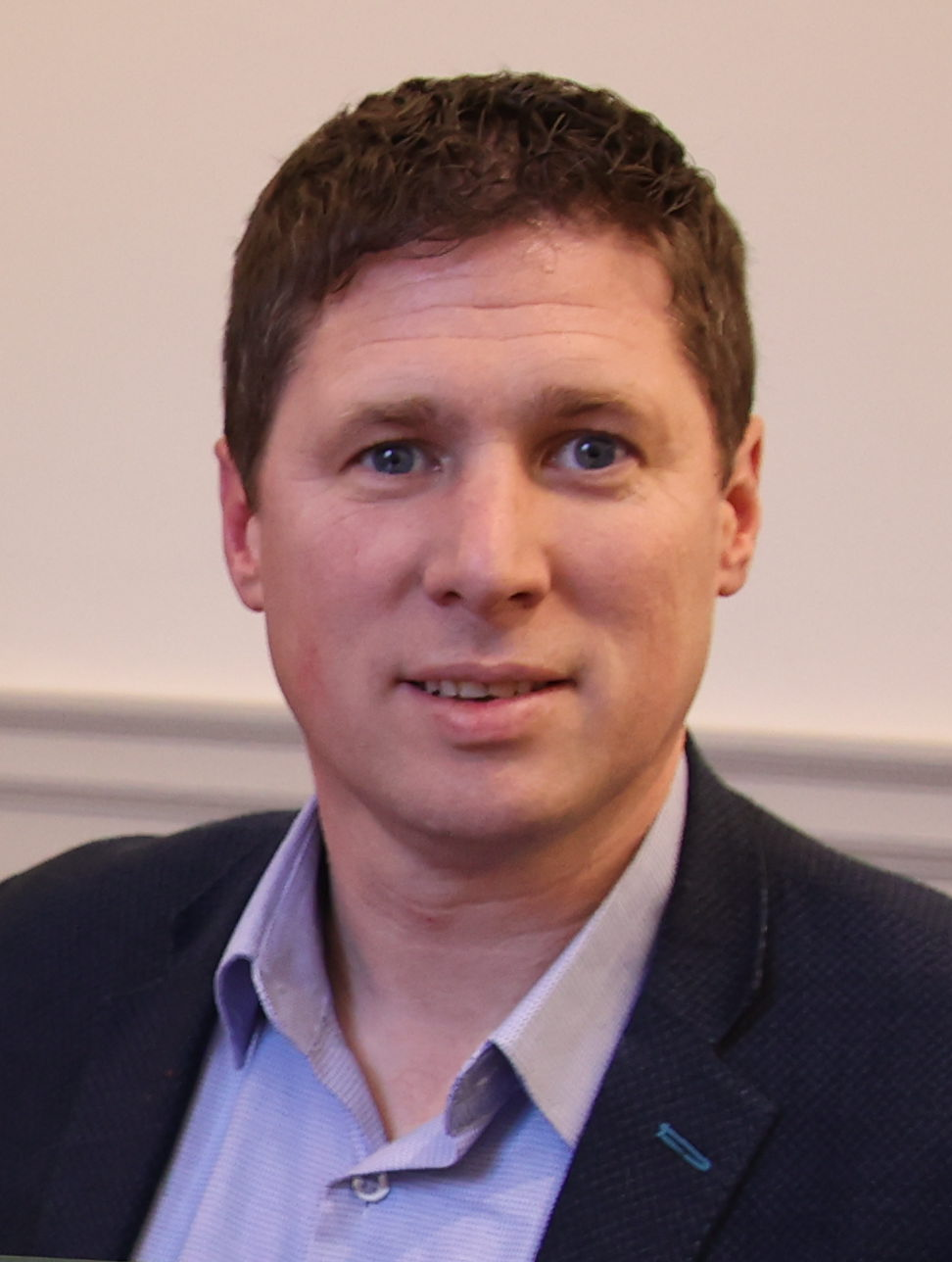
Matt Carthy (2024)

Matt Carthy (* 19. Juli 1977 in Birmingham) ist ein irischer Politiker der Sinn Féin. Seit Februar 2020 ist er Teachta Dála im irischen Unterhaus Dáil Éireann. Carty war zuvor von 2014 bis 2020 Mitglied des Europäischen Parlaments.

## Leben

### Jugend und Ausbildung
Carthy wurde am 19. Juli 1977 in Birmingham geboren. Seine Mutter stammt aus der irischen Grafschaft Monaghan, sein Vater aus der irischen Grafschaft Roscommon. Die Familie zog in die Grafschaft Roscommon, als Carthy zwei Jahre alt war, dort lebte er bis zu seinem zehnten Lebensjahr. Seine Familie verbrachte dann ein Jahr in Holywell im Nordosten von Wales, bevor sie nach Irland zurückkehrte, um in Carrickmacross, Grafschaft Monaghan, zu leben.
Carty bezeichnet die Erfahrung des Lebens an der irischen Grenze während des Nordirlandkonflikts als prägend für seine republikanischen politischen Ansichten. Insbesondere nannte er dabei die Hungerstreikenden Bobby Sands und Kieran Doherty.
Carthy studierte ein Jahr lang Marketing am Dublin Institute of Technology, wo er 1996 ein Sinn Féin College cumann (Hochschulgruppe) gründete. Carthy war im folgenden Jahr Gründungsmitglied von Ógra Shinn Féin, der Jugendorganisation von Sinn Féin. Er arbeitete als hauptberuflicher Jugendorganisator für Ógra in Dublin im Parteizentrum von Sinn Féin und als Pressesprecher für Sinn Féin.
Carthy lebt in Carrickmacross, County Monaghan mit seiner Ehefrau und ihren fünf Kindern.

### Politische Karriere

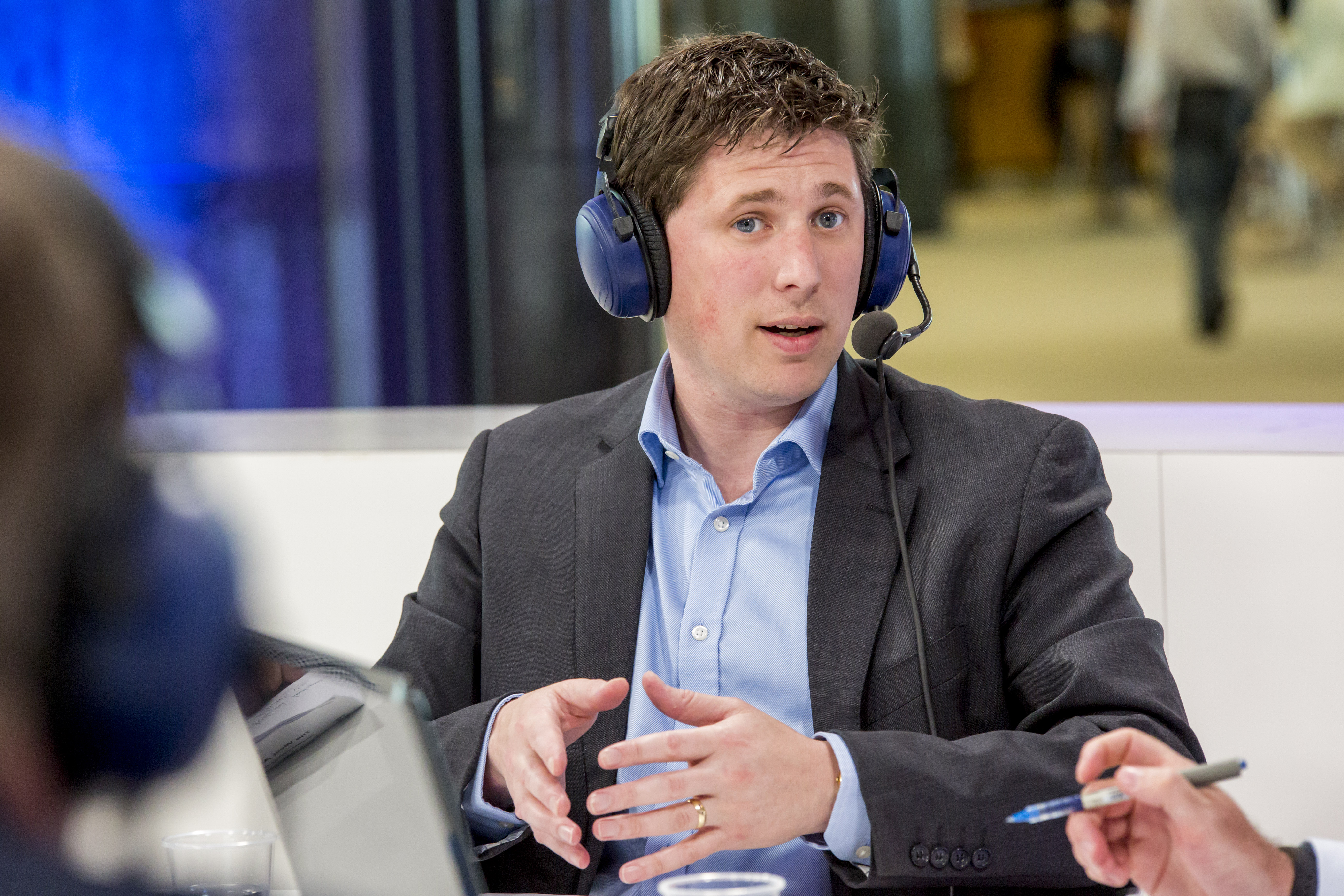
Carthy bei einer Euranet-Debatte (2016)

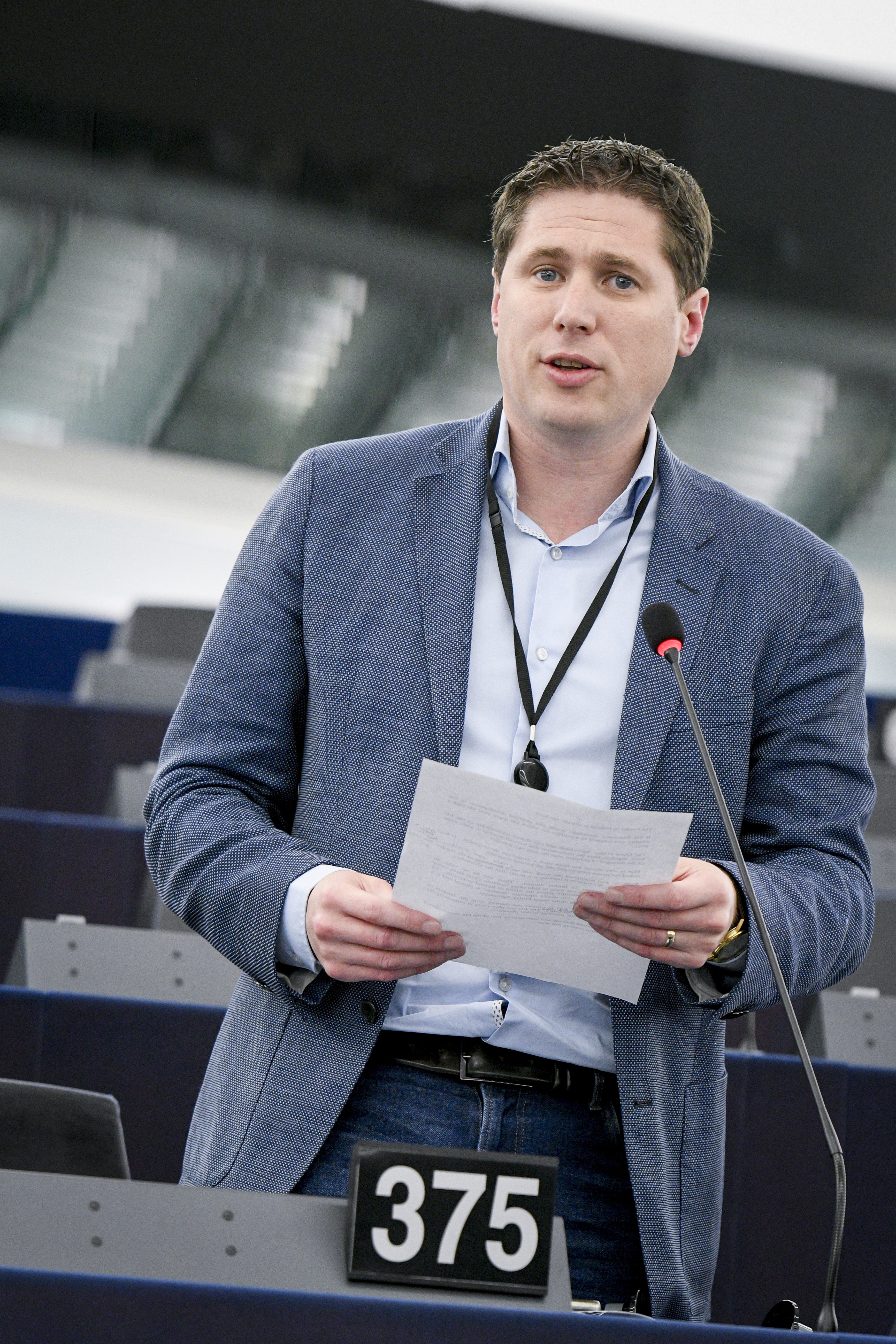
Carthy im Europäischen Parlament (2019)

1999 wurde Carty im Alter von 21 zum ersten Sinn-Féin-Mitglied des Stadtrats von Carrickmacross der Grafschaft Monaghan gewählt und wurde damit zum jüngsten gewählten Vertreter des Landes. Im Juni 2006 wurde Carthy zum ersten Sinn Féin-Bürgermeister der Gemeinde Carrickmacross gewählt. Von 2004 bis 2014 war er Mitglied des Monaghan County Council und wurde 2008 zum Bürgermeister des Monaghan County Council gewählt.

#### Europäisches Parlament
2014 nominierte ihn seine Partei für die Wahlen zum Europäischen Parlament. Im irischen Wahlkreis Midlands-North West gewann er mit 17,7 Prozent der Wahlstimmen das dritte von vier Mandaten, neben Luke Flanagan, Mairead McGuinness und Marian Harkin. Im Parlament trat er der Konföderalen Fraktion der Vereinten Europäischen Linken/Nordische Grüne Linke bei. Für die Fraktion war er in der 8. Wahlperiode (2014–2019) Mitglied im Ausschuss für Landwirtschaft und ländliche Entwicklung. Des Weiteren war er Mitglied im Untersuchungsausschuss zur Prüfung von behaupteten Verstößen gegen das Unionsrecht und Missständen bei der Anwendung desselben im Zusammenhang mit Geldwäsche, Steuervermeidung und Steuerhinterziehung, im Sonderausschuss zu Finanzkriminalität, Steuerhinterziehung und Steuervermeidung sowie stellvertretendes Mitglied in den Ausschüssen für Wirtschaft und Währung sowie für Verkehr und Tourismus (2017–2019)
Bei den Europawahlen 2019 verteidigte Carthy sein Mandat im Wahlkreis Midlands-North West. In der 9. Wahlperiode trat er erneut der GUE/NGL-Fraktion bei, für die er Mitglied im Ausschuss für Landwirtschaft und ländliche Entwicklung sowie stellvertretendes Mitglied im Ausschuss für Wirtschaft und Währung ist. Am 7. Februar 2020 legte er sein Mandat nieder, für ihn rückte Chris MacManus ins Europaparlament nach.

#### Dáil Éireann
Am 8. Februar 2020 wurde er bei den Wahlen zum Dáil Éireann als Sinn Féin-Kandidat im Wahlbezirks Cavan-Monaghan in der ersten Runde gewählt.